# Sociedade Agrícola Pátria e Trabalho
A Sociedade Agrícola Pátria e Trabalho, Lda. (SAPT) foi uma empresa com interesses agroindustriais de longo alcance na colónia de Timor Português, com foco no cultivo de café para exportação.

## História
O governador José Celestino da Silva (no cargo 1894–1908) fundou a SAPT em 1897. Durante o seu mandato, foi proprietário ou esteve envolvido em quase todas as empresas privadas de plantação, e a SAPT praticamente agia como um estado dentro de um estado. Juntamente com as suas subsidiárias, a Empresa Agrícola Perseverança e a Empresa Agrícola Limitada Timor, a SAPT era a única empresa agrícola em Timor Português com alguma importância. A SAPT frequentemente apropriava-se de terras e então contratava os ex-proprietários espoliados enquanto trabalhadores a salários de subsistência.
No final da década de 1920, a SAPT produzia 200 toneladas de café em Timor Português e comprava outras cem toneladas para exportação. Com Portugal perto da falência na Grande Depressão dos anos 1930, a SAPT teve 47,62% das suas ações transferidas para o Banco Nacional Ultramarino (BNU). Em 1940, Sachimaro Sagawa, membro do conselho da empresa japonesa de desenvolvimento estratégico Nan'yō Kōhatsu, comprou 48% da SAPT por um milhão de libras esterlinas. Como resultado, o Dr. Sales Luís, que tinha vendido as ações à Nan'yō Kōhatsu, foi proibido de regressar a Timor Português por ser um "mau patriota".
A partir de 1941, a SAPT tornou-se a única grande plantação e empresa comercial da colónia. A SAPT também controlava o comércio com Portugal e o Japão, assim comandando 20% de todo o comércio de Timor Português. A empresa detinha o monopólio da compra do café Arábica, a melhor e mais importante variedade cultivada em Timor, e também produzia cacau e borracha.
Após a Segunda Guerra Mundial, os japoneses perderam as suas acções: 40% da SAPT (as antigas acções detidas por japoneses) passaram a pertencer ao Estado português, 52% à família Silva e 8% ao BNU. No negócio de importação/exportação, a SAPT e a Sociedade Oriental de Transportes e Armazéns (Sota) foram as únicas empresas que ficaram fora do alcance da população local chinesa. Em 1948/49, o novo edifício administrativo da SAPT foi erguido na esquina da Rua Sebastião com a Rua Dom Fernando (hoje Rua da Justiça/Rua de Moçambique), em frente ao Liceu Dr. Francisco Machado, como um dos primeiros novos edifícios de Díli após a Segunda Guerra Mundial. Acima da antiga entrada principal, o nome da empresa "SAPT" ainda é reconhecível sob a nova camada de tinta. Parte do edifício foi inicialmente utilizada pelo BNU até que um novo edifício do BNU foi construído na década de 1960. Hoje, o antigo edifício da SAPT abriga várias empresas, tais como serviços de engenharia ou distribuição de alimentos.
Após a invasão indonésia de Timor-Leste em 1975, oficiais indonésios assumiram o controle das propriedades da SAPT, para ganho pessoal. Depois de Timor-Leste se tornar independente em 2002, o novo governo foi incumbido da complexa responsabilidade de decidir o que fazer com as extensões de terra anteriormente propriedade da SAPT. Em Fevereiro de 2012, o Parlamento Nacional aprovou três leis para lidar com tal questão, que foram controversas, pois muitos em Timor-Leste sentiram que tinham sido concebidas mais para ajudar os investimentos empresariais do que para proteger os indivíduos.